# L'Hôpital (Mosela)
L'Hôpital é uma comuna francesa na região administrativa do Grande Leste, no departamento de Mosela. Estende-se por uma área de 3.99 km², e possui 5.290 habitantes, segundo o censo de 2018, com uma densidade de 1.300 hab/km².